# Karl Wunderlich (Fußballtrainer)
Karl (Károly) Wunderlich (* 3. Juni 1907 in Bratislava; weitere Lebensdaten unbekannt) war ein deutsch-österreichisch-ungarischer Fußballspieler und Fußballtrainer.

## Werdegang
Karl Wunderlich spielte als Jugendlicher in seiner Heimatstadt und bereits 1925 repräsentativ für die Slowakei. Sein dortiger Verein war Polgari Torna Együesület (P.T.E.), den zeitweise Josef Uridil trainierte. Ab 1929 werden Stationen beim FC Locarno und FC Luzern genannt, zeitweise auch als Spielertrainer; danach habe er in Frankreich, in Gablonz sowie von 1936 bis 1938 als Spielertrainer beim FC Solothurn gewirkt. Nach dem Chemnitzer BC trainierte er von 1942 bis 1945 Arminia Bielefeld bzw. die KSG Bielefeld in der seinerzeit erstklassigen Gauliga Westfalen. Nach einer Station bei der SG Chemnitz-West trainierte er in der Saison 1947/48 erneut die Arminia in der Bezirksklasse und führte die Mannschaft zunächst zur Meisterschaft. Dann stellte sich jedoch heraus, das der Spieler Helmut Ullmann, der mit Wunderlich nach Bielefeld kam, nicht in allen Partien spielberechtigt war, wurden der Arminia 14 Punkte abgezogen. Dadurch wurde der SC Oelde 09 Meister und Aufsteiger. Erst nachdem die Landesliga nachträglich aufgestockt wurde, schaffte die Arminia doch noch dem Aufstieg. Wunderlich übernahm 1948/49 den TSV Detmold. Nach weiteren Stationen beim Chemnitzer BC, als Landestrainer von Sachsen und beim FC Luzern übernahm er in der Saison 1950/51 den FC Singen 04. Am Saisonende wechselte Wunderlich zum 1. FC Idar und später zu ESV Südstern Singen. Von 1955 bis März 1957 kehrte Wunderlich zum FC Singen 04 zurück.